# Louise d'Orléans (1862–1952)
Prințesa Louise d'Orléans, Louise Victoire Marie Amélie Sophie d'Orléans (n. 19 iulie 1869, Teddington, Anglia – d. 4 februarie 1952, München) a fost o prințesă franceză din Casa de Orléans și membră a familiei regale a Bavariei. De-a lungul vieții ei a rămas foarte apropiată de verișoara sa primară, arhiducesa Marie Valerie de Habsburg-Lorena.

## Biografie

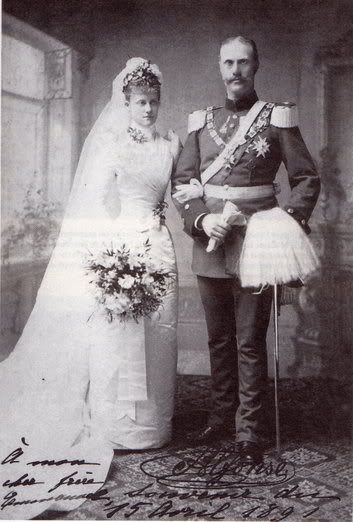
Louise d'Orléans și Alfons al Bavariei.

Prințesa Louise s-a născut la Casa Bushy, Teddington, Anglia în 1869. A fost fiica prințului francez Ferdinand Philippe Marie, Duce d'Alençon și a soției lui, Ducesa Sophie Charlotte de Bavaria (soră mai mică a împărăteasei Elisabeta a Austriei ("Sisi") și a reginei Maria a celor Două Sicilii).
Bunicii paterni au fost Prințesa Victoria de Saxa-Coburg-Kohary  și Prințul Louis Charles Philippe d'Orléans, "duce de Nemours", al doilea fiu al regelui Ludovic-Filip al Franței. Louise a avut un frate mai mic, Prințul Emmanuel d'Orléans, "duce de Vendôme".
La 15 aprilie 1891 ea s-a căsătorit cu vărul ei infantele Spaniei, Alfons de Bavaria la palatul Nymphenburg. El era fiul Prințul Adalbert al Bavariei (1828–1875) și a soției sale, infanta Amelia de Bourbon (1834–1905).
Împreună au avut doi copii:
- Joseph de Bavaria (1902-1990), prinț al Bavariei, nu s-a căsătorit niciodată;
- Elisabeta de Bavaria (1913-2005), prințesă a Bavariei; s-a căsătorit prima dată cu Franz Josef Kageneck (1915–1941), apoi cu Ernst Küstner (1920)

La Paris, la 4 mai 1897, mama ei, ducesa d'Alençon a murit într-un incendiu la "Bazar de la Charité". A refuzat încercările de salvare, insistând ca fetele care lucrau la bazar să fie salvate prima oară.
Prințesa Louise de Bavaria a murit în 1952 la München.